# Tatorba
Il torrente Tatorba di Monastero o semplicemente Tatorba è un corso d'acqua della provincia di Asti.
Non va confuso con il Tatorba d'Olmo, che nascendo più o meno nella stessa zona va a gettarsi nella Bormida di Millesimo più a nord-ovest.

## Percorso
Il torrente nasce dalle colline di Roccaverano alte circa 800 metri. Percorre con un ampio arco verso nord-est l'omonima valle Tatorba e va a sfociare nella Bormida di Millesimo in destra idrografica non lontano da Monastero Bormida.

## Stato ambientale
Lo stato ambientale delle acque del torrente è stato classificato al 2014 come "BUONO" dall'A.R.P.A.-Piemonte.